# Procédé Triger (génie civil)

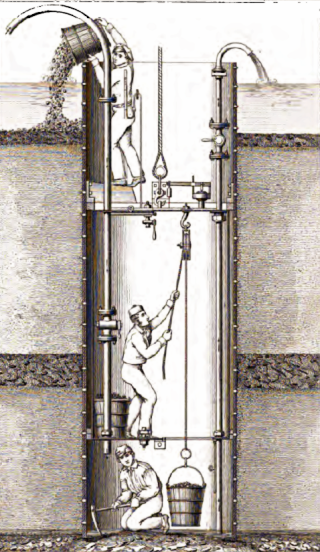
Procédé Triger - schéma de fonctionnement.

Le procédé Triger est une technique de creusement de fouille ou de puits de mine dans des terrains humides ou inondés, fondé sur l'utilisation d'un caisson étanche. Elle a été inventée par l'ingénieur français Jacques Triger à la fin des années 1830

## Histoire et principe
Pour faire le fonçage (creuser) d'un puits dans le lit de la Loire, Jacques Triger a recours à l'air comprimé.
Un cylindre en tôle de 12 mm d'épaisseur, 1 m de diamètre, 20 m de long, servant de trousse coupante, est enfoncé dans les alluvions du lit d'une rivière, séparé en trois compartiments horizontaux, celui du milieu hermétique servant de chambre d'équilibre, le compartiment inférieur étant l'atelier de fonçage.
Une machine à vapeur composée de deux pompes produisant de l'air comprimé envoyé pour pressuriser le compartiment inférieur, en respectant une pression de 3 à 4 bars (absolus) pour équilibrer les eaux extérieures en les empêchant de refouler par la trousse coupante du tube. 
Par la suite, le procédé a été utilisé pour les fondations de ponts et bâtiments. Ainsi Gustave Eiffel utilisa cette technique pour les fondations de la passerelle Eiffel à Bordeaux en 1858, chantier dont il assuma, à vingt-six ans, la direction. Eiffel utilise donc la technique de fondation à l'air comprimé lors de l'exécution des piles tubulaires. Gustave Eiffel est d'ailleurs l'auteur d'une étude : Le fonçage par pression hydraulique des piles concernant cette nouvelle technique. Le succès de l'entreprise lui assure une première renommée. Eiffel y a aussi recours pour les deux piliers de sa tour, côté Seine.
Ce système est également utilisé pour le fonçage - percement- de certains puits de charbonnages, notamment dans le bassin minier du Nord-Pas-de-Calais.
Parmi les améliorations du procédé, on a utilisé l'injecteur Giffard pour faire remonter l'eau évacuée plus facilement.

## Dangers du procédé
Ce procédé expose le personnel au moins à deux dangers :
- la décompression, qui, lorsqu'elle se fait sans respecter les paliers nécessaires, expose à de graves complications d'embolie gazeuse appelée : la « maladie des caissons » ou de rupture du tympan. Les médecins ont très vite constaté ces problèmes, mais ont été très longs à en comprendre la cause et à trouver le mode de prévention par décompression lente ; grâce à un caisson de décompression.
- l'aspiration à travers un effondrement de paroi, comme cela s'est produit lors du creusement de la station du métro "Cité" à Paris, provoquant la mort de trois ouvriers.